# ويليام راي (سياسي)
ويليام راي هو سياسي أمريكي، ولد في 28 سبتمبر 1876 في إنجلترا في المملكة المتحدة، وتوفي في 8 يونيو 1946 في والا والا في الولايات المتحدة. نشط حزبياً في الحزب الجمهوري. وقد انتخب عضو مجلس نواب واشنطن ‏.